# N-541
La carretera N-541 es una carretera nacional española, que une las ciudades de Pontevedra y Orense. Pasa por los municipios de Pungín, Maside, Carballino, Boborás y Beariz en la provincia de Orense y por Forcarey, Cerdedo-Cotobade, Campo Lameiro y Pontevedra en la provincia de Pontevedra.

## Trazado
El trazado de la N-541 tiene su inicio en el entorno de Arrabaldo, en la provincia de Orense, donde se conecta con la carretera N-120. Desde allí, atraviesa los municipios de Pungín, Maside y Carballino. Este tramo inicial puede sustituirse por un recorrido alternativo a través de la autovía AG-53.
A continuación, la carretera atraviesa el municipio de Boborás y asciende hasta el Alto del Paraño, a (800 msnm), para después descender en dirección a Beariz y a Soutelo de Montes, en el municipio de Forcarey, ya en la provincia de Pontevedra. En este punto se encuentra el cruce con la carretera PO-534, que conduce a Lalín y puede servir de alternativa a la N-640/E-70.
La N-541 continúa por el municipio de Cerdedo-Cotobade, donde atraviesa Cerdedo y varias parroquias como Pedre, Santa María de Sacos y Viascón con tramos limitados a 50 km/h, debido a la cercanía de núcleos residenciales y las características del trazado.
Finalmente la carretera N-541, se adentra en el término municipal de Pontevedra por la parroquia de Bora, enlazando con las carreteras PO-542 y PO-224, y accede al centro urbano de la capital pontevedresa a través de la avenida de Lugo y la calle Doctor Loureiro Crespo.

## Nomenclatura
La nomenclatura de la carretera N-541 se encontraba normalizada de acuerdo a la regla establecida en el cuarto Plan General de Carreteras de 1939-41 (Plan Peña), que pese a estar derogada es la que siguen la inmensa mayoría de carreteras nacionales y comarcales del país. La primera cifra corresponde al sector entre carreteras nacionales radiales donde nace. En el sentido de las agujas del reloj, esa cifra es la de la carretera radial. La N-541 tiene un 5, porque nace entre la N-V y la N-VI, correspondientes a las actuales autovías denominadas A-5 y A-6. La segunda cifra indica la distancia de Madrid en el que se encuentre el origen de la carretera, en kilómetros y dividida entre 100. En este caso en línea recta de 400 a 499 km = 4. La tercera el número de orden, teniendo en cuenta que si es par, es una nacional transversal, es decir, no tiene dirección hacia Madrid, y si es impar, es radial (dirección Madrid). Ésta carretera es radial, ya que su tercera cifra es un 1.

## Siniestralidad y demandas de mejora
La carretera N-541 registró en 2022 más de 90 accidentes, algunos de ellos mortales. El más grave ocurrió el 24 de diciembre, cuando un autobús cayó al río Lérez desde el puente de Pedre a su paso por Cerdedo-Cotobade, causando siete fallecidos y dos heridos. Este suceso desencadenó la firma del Pacto de Pedre, firmado por los alcaldes de Pungín, Maside, Carballino, Boborás, Irijo, Beariz y del propio Cerdedo-Cotobade. La alcaldesa de Forcarey fue la única representante municipal de los territorios afectados que no se adhirió, lo que generó controversia. Las ciudades de Pontevedra y Orense también respaldaron la iniciativa, aunque de forma simbólica, cediendo protagonismo a los municipios directamente implicados.